# Michael Skibbe
Michael Skibbe (ur. 4 sierpnia 1965 w Gelsenkirchen) – niemiecki trener i piłkarz grający na pozycji pomocnika.

## Kariera piłkarska
Karierę piłkarską rozpoczął w 1975 roku w juniorach SG Wattenscheid 09, z którym w 1982 roku zdobył mistrzostwo Niemiec U-18. Następnie zaczął grać w juniorach FC Schalke 04, z którym w 1984 roku podpisał profesjonalny kontrakt i jeszcze w trakcie sezonu 1983/1984 zadebiutował w drużynie, kiedy to 26 maja 1984 roku jego drużyna grała u siebie mecz w ramach ostatniej 38. kolejki 2. Bundeligi niemieckiej z Rot-Weiss Essen, w którym Skibbe zastąpił w 67. minucie Olafa Thona, a mecz zakończył się zwycięstwem gospodarzy 3:2 i ostatecznie FC Schalke 04 zajął 2. miejsce w tabeli końcowej sezonu 1983/1984 i awansował do Bundesligi niemieckiej.
Debiut w Bundeslidze niemieckiej Skibbe zaliczył 12 marca 1985 roku w wygranym 4:2 meczu u siebie z Bayerem 04 Leverkusen w ramach 20. kolejki sezonu 1984/1985, a Skibbe wszedł na boisko w 87. minucie zastępując Dietera Schatzschneidera. W sezonie 1985/1986 w wygranym 4:2 meczu u siebie z VfL Bochum strzelił w 53. minucie swoją jedyną bramkę, a 26 kwietnia 1986 roku rozegrał ostatni mecz w Bundeslidze niemieckiej, kiedy to FC Schalke 04 w ostatniej 34. kolejce zremisował 2:2 z Bayerem 04 Leverkusen.
W sezonie 1986/1987 nie zagrał już w żadnym meczu ligowym z powodu kontuzji i został zmuszony w wieku zaledwie 22 lat zakończyć karierę piłkarską. Łącznie w Bundeslidze niemieckiej rozegrał 14 meczów i strzelił 1 bramkę.

## Kariera trenerska
Michael Skibbe po zakończeniu kariery piłkarskiej rozpoczął karierę trenerską. W latach 1988–1989 trenował zespół młodzieżowy FC Schalke 04, w latach 1989–1995 był koordynatorem do spraw szkolenia juniorów w Borussii Dortmund, w latach 1995–1998 był asystentem trenerów pierwszego zespołu: Ottmara Hitzfelda i Nevio Scali, a od 1 lipca 1997 do 1 lipca 1998 roku był trenerem drużyny rezerw. Następnie zastąpił Nevio Scalę na stanowisku trenera Borussii Dortmund, którym był do 6 lutego 2000 roku.
Od 27 lipca 2000 do 24 czerwca 2004 roku był asystentem Rudiego Völlera w reprezentacji Niemiec, która pod jego wodzą zajęła 2. miejsce na mistrzostwach świata 2002 w Korei i Japonii. Odeszli z reprezentacji Niemiec po jej fatalnym występie na mistrzostwach Europy 2004 w Portugalii.
Od 24 sierpnia 2004 do 9 października 2005 roku pełnił funkcję koordynatora do spraw szkolenia młodzieży w DFB, a od 9 października 2005 do 18 maja 2008 roku był trenerem Bayeru 04 Leverkusen.	
Od 11 czerwca 2008 do 23 lutego 2009 roku trenował turecki Galatasaray SK, z którym w tym okresie zdobył Superpuchar Turcji 2008.
Od 1 lipca 2009 do 22 marca 2011 roku był trenerem Eintrachtu Frankfurt, od 17 lutego 2011 do 27 grudnia 2011 roku trenował turecki Eskişehirspor, a od 27 grudnia 2011 do 12 lutego 2012 roku prowadził Herthę Berlin.
17 maja 2012 objął posadę trenera tureckiego Karabüksporu, którą utracił 4 listopada 2012 roku.
15 czerwca 2013 został trenerem szwajcarskiego Grasshoppers Zurych, jednak 8 stycznia 2015 roku opuścił to stanowisko i 12 stycznia 2015 roku ponownie został trenerem tureckiego Eskişehirsporu, którego trenował do 11 października 2015 roku.
29 października 2015 roku został selekcjonerem reprezentacji Grecji.

### Statystyki
Aktualne na dzień 12 października 2016 roku.
| Klub                    | Od                   | Do                   | M   | Z   | R   | P   | %Z    |
| ----------------------- | -------------------- | -------------------- | --- | --- | --- | --- | ----- |
| Borussia Dortmund II    | 1 lipca 1997         | 1 lipca 1998         | 30  | 21  | 5   | 4   | 70.00 |
| Borussia Dortmund       | 1 lipca 1998         | 6 lutego 2000        | 64  | 27  | 20  | 17  | 42.19 |
| Bayer 04 Leverkusen     | 8 października 2005  | 18 maja 2008         | 123 | 52  | 26  | 45  | 42.28 |
| Galatasaray SK          | 11 czerwca 2008      | 23 lutego 2009       | 37  | 20  | 9   | 8   | 54.05 |
| Eintracht Frankfurt     | 1 lipca 2009         | 22 marca 2011        | 66  | 24  | 15  | 27  | 36.36 |
| Eskişehirspor           | 17 lipca 2011        | 27 grudnia 2011      | 21  | 12  | 3   | 6   | 57.14 |
| Hertha BSC              | 27 grudnia 2011      | 12 lutego 2012       | 5   | 0   | 0   | 5   | 0.00  |
| Hertha BSC              | 27 grudnia 2011      | 12 lutego 2012       | 5   | 0   | 0   | 5   | 0.00  |
| Kardemir Karabükspor    | 17 maja 2012         | 4 listopada 2012     | 12  | 4   | 3   | 5   | 33.33 |
| Grasshopper Club Zürich | 15 czerwca 2013      | 8 stycznia 2015      | 62  | 25  | 13  | 24  | 40.32 |
| Eskişehirspor           | 12 stycznia 2015     | 11 października 2015 | 32  | 10  | 7   | 15  | 31.25 |
| Grecja                  | 29 października 2015 |                      | 10  | 6   | 1   | 3   | 60.00 |
| Ogólnie                 | Ogólnie              | Ogólnie              | 462 | 201 | 102 | 159 | 43.51 |

## Sukcesy

### Zawodnicze
SG Wattenscheid 09
- Mistrzostwo Niemiec U-18: 1982

Schalke Gelsenkirchen
- Awans do Bundesligi niemieckiej: 1984

### Trenerskie
Galatasaray Stambuł
- Superpuchar Turcji: 2008

## Życie prywatne
Michael Skibbe w 1987 roku poślubił Barbel, z którą ma dwie córki. Ze związków z innymi kobietami ma jeszcze trzy córki.